# Lago Tumba
El lago Tumba (en francés: Lac Tumba también escrito Ntumba o Ntomba) es un lago poco profundo en la parte noroeste de la República Democrática del Congo, en el Territorio Bikoro de la provincia de Équateur.
El lago cubre unos 765 kilómetros cuadrados ( 295 millas cuadradas) en función de la temporada, conectados a través del canal Irebu con el río Congo. El agua puede fluir dentro o fuera del lago a través de este canal dependiendo de las inundaciones. El lago Tumba cuenta con 114 especies de peces y sirve de sustento a importantes pesquerías. El lago se encuentra en el centro de la zona Tumba - Ngiri - Maindombe, designada Humedal de Importancia Internacional por la Convención de Ramsar en 2008.
El lago Tumba fue explorado en 1883 por Henry Morton Stanley. El bosque del pantano que rodea el lago está habitado por los Mongo, que en esta área se dividen en dos castas: los Oto, que cultivan y los Twa, pigmeos que pescan.